# Roxette
Roxette was een uit Zweden afkomstige popgroep bestaande uit Marie Fredriksson en Per Gessle. De band werd in 2014 opgenomen in de Swedish Music Hall of Fame.

## Beginfase
Fredriksson en Gessle waren in Zweden allebei al zo'n tien jaar bekend toen ze internationaal succes kregen: Fredriksson vooral solo, Gessle vooral als zanger van de band Gyllene Tider. Ze braken in 1989 samen internationaal door met het nummer The Look, dat in Nederland drie weken op de tweede plaats stond van de Nederlandse Top 40. Het verhaal doet de ronde dat het beginsucces mede te danken was aan een Amerikaanse student die het album Look Sharp! op cassette meebracht uit Zweden, waarna Amerikaanse radiostations het nummer bekendmaakten. Later gaven de beide artiesten aan dat het zeker heeft bijgedragen dat deze student het nummer meenam, maar dat het toch zeker EMI's marketingbeleid was wat het succes teweegbracht. Het verhaal werd extra gebruikt als PR-stunt. Daarnaast werd het wel of niet een relatie hebben sterk gebruikt in de marketing. Bij ieder interview kwam het ter sprake. Ook hun modieuze uiterlijk en presentatie werden hun unieke handelsmerk.

## Chronologie

### 1989–1990:Look sharp!enIt must have been love
In Nederland haalde Roxette met het album Look Sharp! grote successen met twee topdriehits met de singles "The Look" en de ballad "Listen to your Heart". Maar ook "Dangerous" was succesvol in de hitlijsten.
In 1990 werd Roxette gevraagd een nummer te schrijven voor de soundtrack van de succesvolle romantische comedy Pretty Woman. Omdat de band op dat moment aan het toeren was in Australië en Nieuw-Zeeland, en geen tijd had om een nieuw liedje te schrijven, werd de op dat moment twee jaar oude ballad "It Must Have Been Love" gebruikt, afkomstig van Roxette's eerste studioalbum Pearls of Passion. Vanwege het feit dat de tekst van het oorspronkelijke nummer gericht is op kerstmis, werd deze iets aangepast, werden er andere instrumenten gebruikt en werd er in een ander akoestiek opnieuw ingezongen. Dit resulteerde wereldwijd in een groot succes, met onder andere een nummer 1-hit in de Billboard Top 100. Van de videoclip bestaan twee versies, een met en een zonder fragmenten van de film.

### 1991–1993:Joyride,TourismenAlmost unreal
Kort na dit grote succes werd het derde studioalbum uitgebracht. De gelijknamige single "Joyride" was wereldwijd een groot succes en behaalde ook in Nederland de nummer 1 status in de Nederlandse Top 40. Van dit album werden nog drie andere singles uitgebracht, namelijk "Fading Like a Flower", "The Big L." en "Spending My Time". Alle resulteerden in een toptienhit. Na dit succes ging Roxette op tournee. De "Join the Joyride" tour in 1991/92 werd door anderhalf miljoen mensen wereldwijd bezocht verdeeld over 107 concerten. Tijdens deze tour werd de hand gelegd aan Tourism. Een album met nog niet eerder uitgebracht materiaal al dan niet opnieuw ingezongen of geremixt, live songs van de tour en een aantal nieuw geschreven liedjes, waarvan How Do You Do! de eerste single van het album werd. Het liedje werd een groot succes, waarna "Queen of Rain" en "Fingertips '93" de single opvolgden. Overigens in de uitgave van "Fingertips '93" een andere dan de gelijknamige akoestische versie op het album. De clip van dit nummer werd geregisseerd door Jonas Åkerlund.
Na het grote succes van "It Must Have Been Love" als nummer voor een soundtrack, werden Gessle en Fredriksson ditmaal gevraagd door de makers van Hocus Pocus om een nieuwe titelsong te schrijven. Het resulteerde in "Almost Unreal". Op het laatste moment ging de overeenkomst niet door, tot woede van Per Gessle, en werd het lied uiteindelijk gebruikt voor de Super Mario Bros. film. Mede door deze wijziging en het floppen van de film is het gewenste succes van de single, met uitzondering van Engeland, uitgebleven.

### 1994–1996:Crash! boom! bang!,Don't bore us,Get to the chorus!enBaladas en Español
In 1994 kwam Roxette met het vijfde studioalbum Crash! Boom! Bang!. Volgens eigen zeggen werd dit album bestempeld als meer volwassen. Critici zeggen echter dat het album niet in het tijdvak paste. Wellicht is dit de reden dat het niet de voorgaande successen evenaarde. Terwijl een succes in Amerika uitbleef door een slecht marketingbeleid van EMI, werd het album in Europa desondanks succesvol afgeleverd en goed ontvangen. Met bescheiden hitsingles als "Sleeping In My Car", het gelijknamige "Crash! Boom! Bang!", "Fireworks", "Run To You" en "Vulnerable" incasseerde Roxette opnieuw een succes dat ze afsloten met de Crash! Boom! Bang! wereldtour.
Na het vijfde studioalbum werd het tijd om de balans op te maken met de lancering van Don't Bore Us, Get to the Chorus!, het eerste verzamelalbum van Roxette. Speciaal hiervoor werden vier nieuwe liedjes geschreven, waarvan "You Don't Understand Me" en "June Afternoon" als single werden uitgebracht. Overigens was het de eerste keer dat Per Gessle gebruik maakte van een internationale songwriter voor "You Don't Understand Me", namelijk Desmond Child. Aanvankelijk was het de bedoeling het nummer te verkopen aan overige artiesten, maar op het laatste moment besloot Gessle het nummer te behouden voor eigen gebruik.
Het op nog geen enkel eerder album verschenen "It Must Have Been Love" en "Almost Unreal" vonden tevens op Don't Bore Us, Get to the Chorus! een plek.
Om ook de Spaanstalige fans te voorzien, kwam Roxette in 1996 met het Spaanstalige Baladas En Español, het zesde studioalbum. Hierop werden twaalf bestaande nummers vertaald, opnieuw ingezongen en in een ander jasje gestoken, zij het minimaal. "Un Día Sin Ti" en "No Sé Si Es Amor" werden in Spaanstalige gebieden als single uitgebracht, al werd het gehele album positief ontvangen en veelvuldig gedraaid op de Spaanse en Latijns-Amerikaanse radiostations.

### 1999–2001:Have a nice dayenRoom service

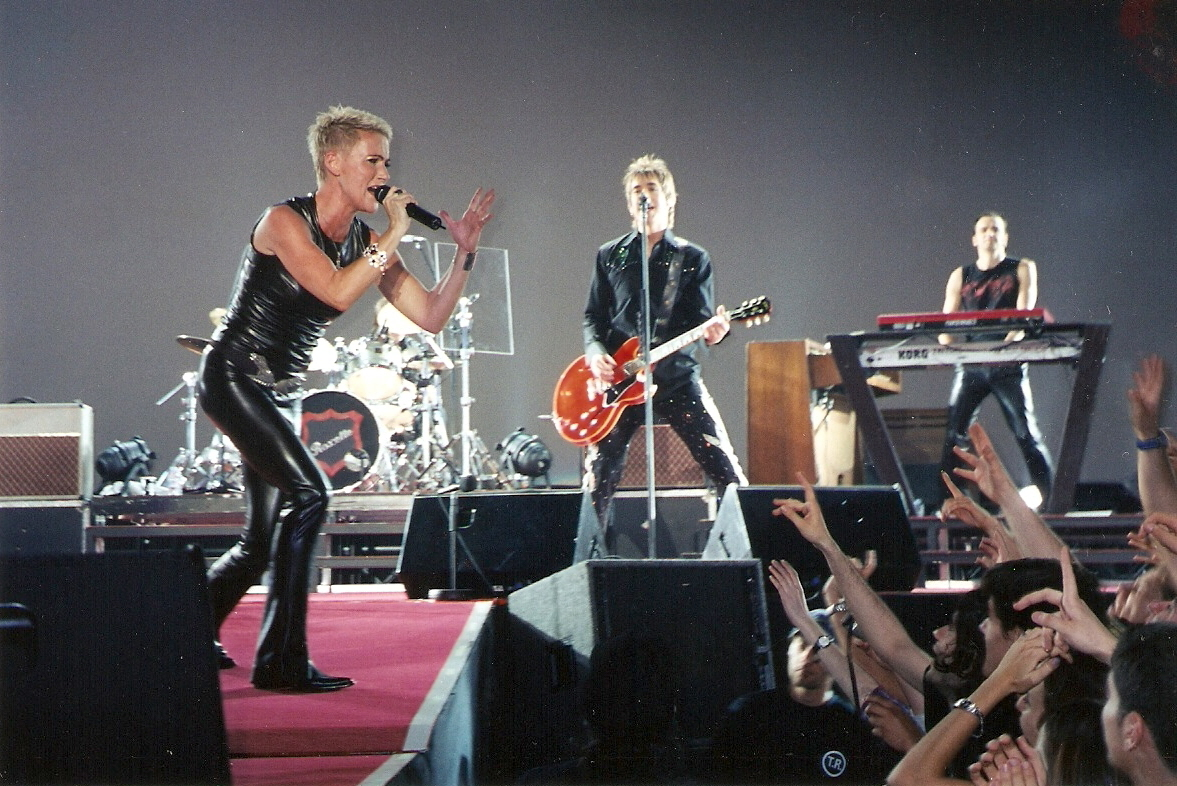
Roxette concert in Barcelona, 2001

In 1999 keerde de band terug met een geheel nieuw en tegelijk weer vertrouwd geluid met het album Have A Nice Day. De single "Wish I Could Fly" werd wereldwijd goed ontvangen en werd een hit. De single "Anyone" werd met name in Engeland op MTV geboycot, omdat de videoclip aanstootgevend zou zijn. Een succes bleef daardoor uit. De videoclip werd geregisseerd door Jonas Åkerlund, tegenwoordig vooral bekend door de videoclips van Madonna en Lady Gaga. Roxette schokte vriend en vijand met de lancering van de single "Stars", een uptempo song met dance en techno invloeden, een ongebruikelijk geluid tot dan toe voor de band. In verschillende landen was laatstgenoemde single succesvoller dan het voor Nederland bekendere "Wish I Could Fly". De videoclip van "Stars" werd geregisseerd door Anton Corbijn. In Spaanstalige gebieden werd het album aangevuld met drie extra bonustracks, "Wish I Could Fly", "Anyone" en "Salvation" werden namelijk ook in het Spaans opgenomen.
In 2001 werd Room Service gelanceerd, het achtste studioalbum tot dan toe. De eerste single die daaruit voortkwam was "The Centre of the Heart". Het nummer was in eerste instantie bedoeld als eerste single voor Have A Nice Day, maar omdat het nummer niet bij de rest van het album paste, is het bewaard voor Room Service. De videoclip van het nummer was de duurste ooit voor Roxette, en werd opgenomen in de Madonna Inn, een bekend hotel in Californië. Deze videoclip werd wederom geregisseerd door Jonas Åkerlund. "Real Sugar" en "Milk and Toast and Honey" volgden als respectievelijk tweede en derde single van het album. Een kleine concerttour na de lancering van Room Service volgde.

### 2002–2006: Hersentumor Fredriksson, twintigjarig jubileum metThe Rox box
Op 11 september 2002 raakte Marie Fredriksson in haar eigen huis buiten bewustzijn na te zijn uitgegleden. Wat in eerste instantie leek op een onschuldige valpartij, bleek later bittere ernst. In het ziekenhuis werd een hersentumor geconstateerd, die vervolgens succesvol behandeld is. Lange tijd kon Fredriksson niet praten of zingen. Maar in 2004 kwam ze met een Engelstalig soloalbum, The change. Het album is sterk door deze periode beïnvloed en bevat erg persoonlijke songteksten. In 2005 vertelde Fredriksson dat ze kankervrij is.
In 2006 verscheen de single "One Wish". Een tijdje later kwam in 2007 de tweede single "Reveal" uit. Deze twee singles werden speciaal voor de The Rox Box/Roxette '86-'06 opgenomen, welke ter ere van het twintigjarig jubileum van Roxette werd uitgebracht. De box bestaat uit een grote verzameling Roxette hits en niet eerder uitgebrachte demo's in combinatie met een boek, twee dvd's met alle uitgebrachte videoclips en een complete registratie van het concert dat Roxette gaf tijdens MTV Unplugged uit 1993.

### 2009–2011:Night of the proms,Charm schoolen derde wereldtour
Op 5 mei 2009, zeven jaar na het afblazen van de Night of the Proms concerten, wordt tijdens een persconferentie bekendgemaakt dat Roxette hoofdact zal zijn tijdens de Night of the Proms voorstellingen in het Antwerpse Sportpaleis, het Rotterdamse Ahoy, het Arnhemse GelreDome en in twaalf Duitse steden. Op 6 mei 2009, de dag na deze aankondiging, verscheen Marie Fredriksson als speciale gast tijdens een concert van Per Gessle, die in het kader van zijn "Party Crasher" solotour in De Melkweg in Amsterdam optrad. Ondanks eerdere gezamenlijke optredens na Fredrikssons ziekte, wordt dit concert gezien als het definitieve teken dat Roxette terug is in de internationale muziekwereld. Fredriksson verscheen in de eerste toegift, en speelde samen met Gessle de nummers "The Look" en "It Must Have Been Love". In het daarop volgende najaar brachten ze onder begeleiding van het Night of the Proms orkest Il Novecento en het koor Fine Fleur een aantal van hun hits ten gehore, waaronder "Wish I Could Fly", "Joyride", "Listen to your Heart", "The Look" en "It Must Have Been Love".
Eind 2009 kondigde Roxette aan wederom een album te gaan opnemen. Ter gelegenheid van dit nieuwe album kondigde Roxette op 3 november 2010 een nieuwe wereldtournee aan. Een van de concerten vond in Nederland plaats: op 9 juli 2011 trad Roxette op op Bospop in Weert. Naast verschillende concerten in Europa werden tijdens de wereldtournee onder andere ook Rusland, Oost-Europa, Zuid-Amerika, Dubai, Australië, Canada en Zuid-Afrika aangedaan.
Op 11 februari 2011 is, na een periode van tien jaar, het negende studioalbum verschenen met de titel Charm School. Charm School bevat twaalf nieuwe nummers, waarvan "She's Got Nothing On (But The Radio)" de eerste single is. Het album is het best te beschrijven als een geüpdatet classic Roxette anno 2011.

### 2012:The neverending world tourenTravelling

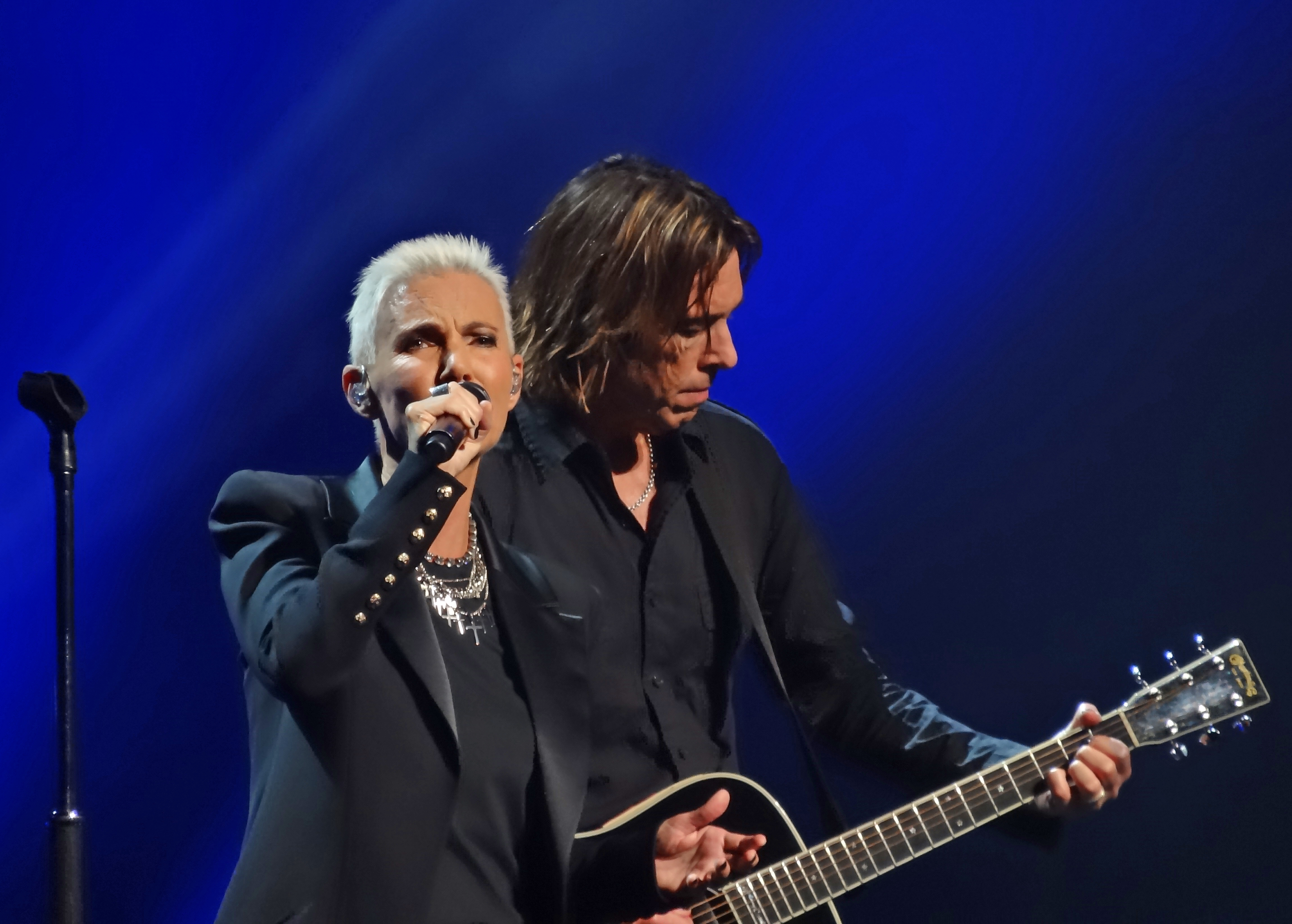
Roxette in New York, 2012

De wereldtour, welke begin 2011 aanving naar aanleiding van het album Charm School, ging ook in 2012 gestaag verder met concerten in onder andere Australië, China en Indonesië. Vanaf april werd Zuid-Amerika, Zuid-Afrika en Europa weer aangedaan, maar ook werden optredens in de Verenigde Staten bevestigd door Per Gessle. Op 29 juni 2012 trad Roxette in de Heineken Music Hall in Amsterdam op, het eerste volledige Roxette-concert in Nederland sinds de Crash! Boom! Bang! tour in 1994 Ahoy' Rotterdam aandeed.
Op 2 maart 2012 kwam de nieuwe single "It's Possible" uit voorafgaand aan het nieuwe album Travelling. Dit album werd op 23 maart 2012 gelanceerd. Het was een album met nieuwe nummers, nummers in een nieuw jasje of live opgenomen in studio, hotelkamer of tijdens een soundcheck.

### 2016:Good Karmaen einde van de tour
Op 8 april 2016 kwam de nieuwe single 'It Just Happens' uit, voorafgaand aan het nieuwe album Good Karma dat op 3 juni 2016 werd gelanceerd. Het is het tiende studioalbum van Roxette met 11 nieuwe nummers.
Kort na het uitkomen van de single kondigde Roxette aan dat ze vanaf april 2016 per direct moeten stoppen met optreden vanwege gezondheidsproblemen van Fredriksson. De voorgenomen tour ter ere van het dertigjarig bestaan werd volledig geschrapt.

### Overlijden Fredriksson en Alsing
Op 9 december 2019 overleed Marie Fredriksson op 61-jarige leeftijd. Eind 2020 overleed drummer Pelle Alsing op 60-jarige leeftijd.

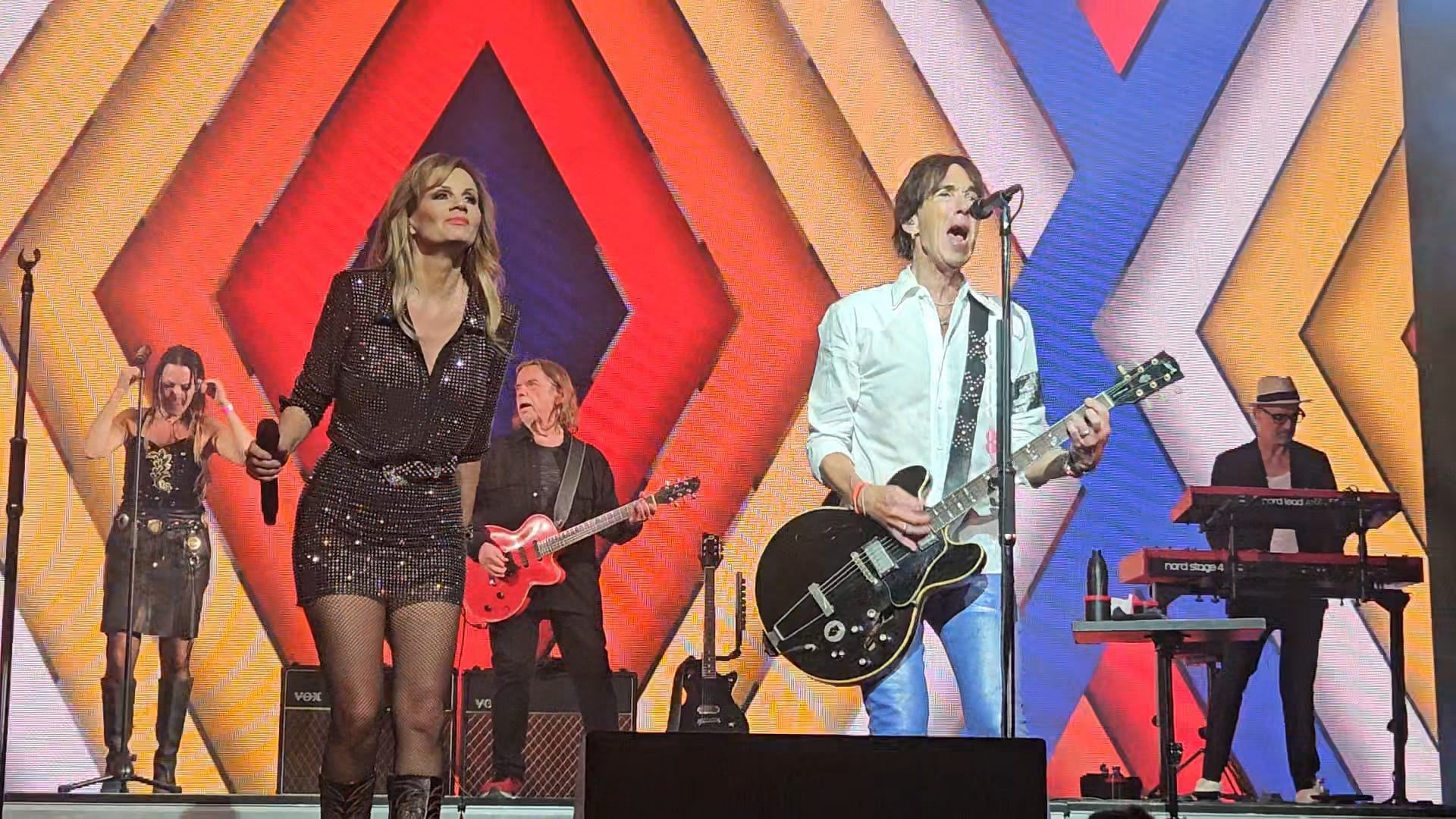
Roxette met Lena Philipsson op Rock Zottegem in juli 2025

### Nieuwe formatie
Op 2 mei 2024 kondigde Gessle de live-reformatie van Roxette aan. Met Lena Philipsson als leadzangeres ging de band vanaf februari 2025 op tournee door Australië en Zuid-Afrika. Een uitgebreide tour door Europa volgde in de zomer en het najaar van 2025.
In september 2024 verscheen een boxset met drie cd's van ROX RMX (Remixes from the Roxette Vaults). Een musical getiteld Joyride the Musical, gebaseerd op Roxettes muziek en Jane Fallons boek Got You Back, zal van september 2024 tot april 2025 te zien zijn in de Opera van Malmö.

## Tours
- Rock Runt Riket Swedish Tour (with Eva Dahlgren and Ratata)  (1987)
- Look Sharp! Swedish Tour (1988)
- Look Sharp Live! European Tour (1989)
- Join the Joyride! World Tour (1991/92)
- The Summer Joyride – European Tour (1992)
- Crash! Boom! Bang! World Tour (1994/95)
- Room Service Tour (2001)
- Night of the Proms (2009)(Classic meets Pop – headliner, with several artists)
- European Tour (2010)
- (Charm School) The Neverending World Tour (2011, 2012)
- Per Gessle's Roxette – European Tour (2018)
- Roxette Concert 2025 (2025)

## Discografie

### Albums
| Album met eventuele hitnotering(en) in de Nederlandse Album Top 100 | Datum van verschijnen | Datum van binnenkomst | Hoogste positie | Aantal weken | Opmerkingen   |
| ------------------------------------------------------------------- | --------------------- | --------------------- | --------------- | ------------ | ------------- |
| Pearls of passion                                                   | 31-10-1986            | -                     |                 |              |               |
| Look sharp!                                                         | 19-10-1988            | 29-04-1989            | 17              | 55           |               |
| Joyride                                                             | 28-03-1991            | 13-04-1991            | 4               | 47           |               |
| Tourism                                                             | 28-08-1992            | 19-09-1992            | 2               | 31           |               |
| Crash! Boom! Bang!                                                  | 11-04-1994            | 23-04-1994            | 6               | 29           |               |
| Rarities                                                            | 17-02-1995            | -                     |                 |              | Verzamelalbum |
| Don't bore us, get to the chorus! - The greatest hits of Roxette    | 23-10-1995            | 04-11-1995            | 12              | 25           | Verzamelalbum |
| Baladas en Español                                                  | 02-12-1996            | -                     |                 |              |               |
| Have a nice day                                                     | 22-02-1999            | 06-03-1999            | 12              | 11           |               |
| Room service                                                        | 02-04-2001            | 14-04-2001            | 80              | 3            |               |
| The ballad hits                                                     | 04-11-2002            | 08-02-2003            | 4               | 19           | Verzamelalbum |
| The pop hits                                                        | 24-03-2003            | 05-04-2003            | 27              | 10           | Verzamelalbum |
| A collection of Roxette hits - Their 20 greatest songs!             | 20-10-2006            | 28-10-2006            | 48              | 4            | Verzamelalbum |
| Charm school                                                        | 11-02-2011            | 19-02-2011            | 21              | 3            |               |
| Travelling                                                          | 23-03-2012            | 31-03-2012            | 32              | 1            |               |
| The 30 biggest hits - XXX                                           | 20-03-2015            | 25-04-2015            | 95              | 1            |               |
| Good karma                                                          | 03-06-2016            | 11-06-2016            | 36              | 1            |               |

| Album met hitnotering(en) in de Vlaamse Ultratop 200 albums      | Datum van verschijnen | Datum van binnenkomst | Hoogste positie | Aantal weken | Opmerkingen   |
| ---------------------------------------------------------------- | --------------------- | --------------------- | --------------- | ------------ | ------------- |
| Don't bore us, get to the chorus! - The greatest hits of Roxette | 1995                  | 04-11-1995            | 4               | 25           | Verzamelalbum |
| Have a nice day                                                  | 1999                  | 27-02-1999            | 1(2wk)          | 21           |               |
| Room service                                                     | 2001                  | 07-04-2001            | 1(2wk)          | 10           |               |
| The ballad hits                                                  | 2002                  | 16-11-2002            | 6               | 13           | Verzamelalbum |
| The pop hits                                                     | 2003                  | 05-04-2003            | 17              | 5            | Verzamelalbum |
| A collection of Roxette hits - Their 20 greatest songs!          | 2006                  | 28-10-2006            | 17              | 23           | Verzamelalbum |
| Charm school                                                     | 2011                  | 19-02-2011            | 27              | 6            |               |
| Travelling                                                       | 2012                  | 31-03-2012            | 78              | 2            |               |
| The 30 biggest hits - XXX                                        | 20-03-2015            | 28-03-2015            | 55              | 46           |               |
| Good karma                                                       | 03-06-2016            | 11-06-2016            | 18              | 11           |               |
| Joyride                                                          | 28-03-1991            | 04-12-2021            | 129             | 1            |               |

### Singles
| Single met eventuele hitnotering(en) in de Nederlandse Top 40 | Datum van verschijnen | Datum van binnenkomst | Hoogste positie | Aantal weken | Opmerkingen                                                            |
| ------------------------------------------------------------- | --------------------- | --------------------- | --------------- | ------------ | ---------------------------------------------------------------------- |
| The look                                                      | 12-01-1989            | 01-04-1989            | 2               | 12           | Nr. 2 in de Nationale Hitparade Top 100 / Veronica Alarmschijf Radio 3 |
| Listen to your heart                                          | 15-09-1989            | 11-11-1989            | 3               | 12           | Nr. 5 in de Nationale Hitparade Top 100 / Veronica Alarmschijf Radio 3 |
| Dangerous                                                     | 02-05-1989            | 10-03-1990            | 17              | 8            | Nr. 12 in de Nationale Top 100                                         |
| It must have been love                                        | 01-05-1990            | 30-06-1990            | 3               | 17           | Nr. 2 in de Nationale Top 100                                          |
| Joyride                                                       | 27-02-1991            | 09-03-1991            | 1(2wk)          | 13           | Nr. 1 in de Nationale Top 100                                          |
| Fading like a flower (Every time you leave)                   | 29-04-1991            | 25-05-1991            | 8               | 7            | Nr. 7 in de Nationale Top 100                                          |
| The big L.                                                    | 28-08-1991            | 14-09-1991            | 14              | 7            | Nr. 15 in de Nationale Top 100                                         |
| Spending my time                                              | 30-10-1991            | 16-11-1991            | 29              | 4            | Nr. 26 in de Nationale Top 100                                         |
| Church of your heart                                          | 24-02-1992            | 04-04-1992            | tip 15          | -            | Nr. 59 in de Nationale Top 100                                         |
| How do you do!                                                | 03-07-1992            | 01-08-1992            | 2               | 15           | Nr. 2 in de Nationale Top 100                                          |
| Queen of rain                                                 | 28-10-1992            | 07-11-1992            | 26              | 4            | Nr. 20 in de Nationale Top 100                                         |
| Fingertips '93                                                | 26-01-1993            | 20-02-1993            | tip 2           | -            | Nr. 32 in de Mega Top 50                                               |
| Almost unreal                                                 | 10-05-1993            | 12-06-1993            | 27              | 4            | Nr. 31 in de Mega Top 50                                               |
| Sleeping in my car                                            | 07-03-1994            | 26-03-1994            | 15              | 6            | Nr. 19 in de Mega Top 50 / Alarmschijf                                 |
| Crash! Boom! Bang!                                            | 09-05-1994            | 11-06-1994            | 23              | 4            | Nr. 23 in de Mega Top 50                                               |
| Fireworks                                                     | 15-08-1994            | 03-09-1994            | tip 7           | -            | Nr. 41 in de Mega Top 50                                               |
| You don't understand me                                       | 02-10-1995            | 28-10-1995            | 20              | 6            | Nr. 19 in de Mega Top 50 / Alarmschijf                                 |
| June afternoon                                                | 18-01-1996            | 20-01-1996            | tip 11          | -            |                                                                        |
| Wish I could fly                                              | 23-03-1999            | 20-02-1999            | 24              | 4            | Nr. 35 in de Mega Top 100 / Alarmschijf                                |
| Anyone                                                        | 17-05-1999            | 29-05-1999            | tip 12          | -            | Nr. 73 in de Mega Top 100                                              |
| Stars                                                         | 02-08-1999            | 14-08-1999            | tip 20          | -            | Nr. 74 in de Mega Top 100                                              |
| The centre of the heart                                       | 19-03-2001            | -                     |                 |              | Nr. 74 in de Mega Top 100                                              |
| Milk and toast and honey                                      | 03-09-2001            | -                     |                 |              | Nr. 80 in de Mega Top 100                                              |
| A thing about you                                             | 14-10-2002            | -                     |                 |              | Nr. 88 in de Mega Top 50 / B2B Top 100                                 |
| One wish                                                      | 06-10-2006            | -                     |                 |              | Nr. 96 in de Single Top 100                                            |
| She's got nothing on (but the radio)                          | 10-01-2011            | -                     |                 |              |                                                                        |
| It's possible                                                 | 05-03-2012            | -                     |                 |              |                                                                        |
| It just happens                                               | 08-04-2016            | -                     |                 |              |                                                                        |
| Some other summer                                             | 01-07-2016            | -                     |                 |              |                                                                        |
| Why don't you bring me flowers?                               | 04-11-2016            | -                     |                 |              |                                                                        |

| Single met hitnotering(en) in de Vlaamse Ultratop 50 | Datum van verschijnen | Datum van binnenkomst | Hoogste positie | Aantal weken | Opmerkingen                 |
| ---------------------------------------------------- | --------------------- | --------------------- | --------------- | ------------ | --------------------------- |
| The look                                             | 1989                  | 15-04-1989            | 3               | 13           | Nr. 2 in de Radio 2 Top 30  |
| Dressed for succes                                   | 1989                  | 08-07-1989            | 23              | 6            | Nr. 20 in de Radio 2 Top 30 |
| Listen to your heart                                 | 1989                  | 11-11-1989            | 3               | 15           | Nr. 3 in de Radio 2 Top 30  |
| Dangerous                                            | 1989                  | 24-02-1990            | 21              | 12           | Nr. 17 in de Radio 2 Top 30 |
| It must have been love                               | 1990                  | 16-06-1990            | 3               | 18           | Nr. 2 in de Radio 2 Top 30  |
| Joyride                                              | 1991                  | 23-03-1991            | 1(5wk)          | 15           | Nr. 1 in de Radio 2 Top 30  |
| Fading like a flower (Every time you leave)          | 1991                  | 25-05-1991            | 5               | 14           | Nr. 4 in de Radio 2 Top 30  |
| The big L.                                           | 1991                  | 14-09-1991            | 9               | 12           | Nr. 8 in de Radio 2 Top 30  |
| Spending my time                                     | 1991                  | 23-11-1991            | 11              | 9            | Nr. 11 in de Radio 2 Top 30 |
| Church of your heart                                 | 1992                  | 28-03-1992            | 35              | 5            | Nr. 23 in de Radio 2 Top 30 |
| How do you do!                                       | 1992                  | 25-07-1992            | 2               | 17           | Nr. 1 in de Radio 2 Top 30  |
| Queen of rain                                        | 1992                  | 07-11-1992            | 14              | 7            | Nr. 14 in de Radio 2 Top 30 |
| Fingertips '93                                       | 1993                  | 27-02-1993            | 29              | 6            | Nr. 23 in de Radio 2 Top 30 |
| Almost unreal                                        | 1993                  | 26-06-1993            | 23              | 10           | Nr. 19 in de Radio 2 Top 30 |
| Sleeping in my car                                   | 1994                  | 26-03-1994            | 4               | 13           | Nr. 6 in de Radio 2 Top 30  |
| Crash! Boom! Bang!                                   | 1994                  | 28-05-1994            | 14              | 12           | Nr. 10 in de Radio 2 Top 30 |
| Fireworks                                            | 1994                  | 10-09-1994            | 24              | 7            | Nr. 18 in de Radio 2 Top 30 |
| Run to you                                           | 1994                  | 24-12-1994            | 33              | 4            | Nr. 23 in de Radio 2 Top 30 |
| You don't understand me                              | 1995                  | 04-11-1995            | 35              | 6            |                             |
| June afternoon                                       | 1996                  | 27-01-1996            | 33              | 2            |                             |
| Wish I could fly                                     | 1999                  | 13-02-1999            | 18              | 8            | Nr. 18 in de Radio 2 Top 30 |
| Anyone                                               | 1999                  | 29-05-1999            | 30              | 8            | Nr. 30 in de Radio 2 Top 30 |
| Stars                                                | 1999                  | 28-08-1999            | 45              | 4            |                             |
| The centre of the heart                              | 2001                  | 31-03-2001            | 21              | 7            | Nr. 13 in de Radio 2 Top 30 |
| Milk and toast and honey                             | 2001                  | 10-11-2001            | 49              | 1            | Nr. 29 in de Radio 2 Top 30 |
| A thing about you                                    | 14-10-2002            | 02-11-2002            | 39              | 4            | Nr. 18 in de Radio 2 Top 30 |
| She's got nothing on (but the radio)                 | 10-01-2011            | 22-01-2011            | tip 34          | -            |                             |

### NPO Radio 2 Top 2000
| Nummers met noteringen in de NPO Radio 2 Top 2000 | '99 | '00  | '01 | '02  | '03  | '04  | '05  | '06  | '07  | '08  | '09  | '10  | '11  | '12  | '13  | '14  | '15  | '16  | '17  | '18  | '19  | '20  | '21  | '22  | '23  | '24  |
| ------------------------------------------------- | --- | ---- | --- | ---- | ---- | ---- | ---- | ---- | ---- | ---- | ---- | ---- | ---- | ---- | ---- | ---- | ---- | ---- | ---- | ---- | ---- | ---- | ---- | ---- | ---- | ---- |
| Fading Like a Flower (Every Time You Leave)       | -   | -    | -   | -    | -    | -    | -    | -    | -    | -    | -    | -    | -    | -    | -    | -    | -    | -    | -    | -    | -    | 1966 | -    | -    | -    | -    |
| It Must Have Been Love                            | 342 | 416  | 547 | 580  | 464  | 851  | 904  | 1201 | 1489 | 919  | 1436 | 1712 | 1768 | 1949 | 1703 | 1817 | 1909 | 1618 | 1733 | 1369 | 1475 | 1034 | 1136 | 1125 | 1273 | 1287 |
| Listen to Your Heart                              | -   | -    | -   | -    | -    | -    | 1003 | 801  | 1022 | 1352 | 1068 | 1272 | 1153 | 1323 | 1097 | 1168 | 1196 | 1117 | 1234 | 1168 | 1144 | 891  | 882  | 968  | 1047 | 1258 |
| The Look                                          | -   | 1227 | -   | 1481 | 1088 | 1404 | 1572 | 1920 | 1932 | 1650 | -    | -    | -    | -    | -    | -    | -    | -    | -    | -    | -    | 1952 | -    | -    | -    | -    |

1. ↑  Een '-' betekent dat het nummer niet was genoteerd en een vetgedrukt getal geeft de hoogste notering van een nummer aan.

### Dvd's
| Dvd's met hitnoteringen in de Nederlandse Music Top 30 | Datum van verschijnen | Datum van binnenkomst | Hoogste positie | Aantal weken | Opmerkingen |
| ------------------------------------------------------ | --------------------- | --------------------- | --------------- | ------------ | ----------- |
| Live travelling the world                              | 2013                  | 14-12-2013            | 16              | 4            |             |
| Roxette                                                | 2018                  | 13-10-2018            | 5               | 3            |             |